# Anostraca
Gli Anostraci (Anostraca G.O. Sars, 1867) sono un ordine di crostacei appartenenti, unitamente a Notostraci, Concostraci e Cladoceri, alla classe Branchiopoda.
Sono tra i crostacei più antichi che si conoscano, essendo note fin dal Cambriano forme riferibili ai branchiopodi (fossili di Anostraci si ritrovano dal Devoniano).

## Descrizione
L'ordine comprende prevalentemente specie di piccole dimensioni (1 cm) ma alcune specie (Branchinecta gigas) possono raggiungere i 15 cm.
Si caratterizzano rispetto ad altri branchiopodi principalmente per il corpo allungato approssimativamente cilindrico e per l'assenza del carapace, caratteristica quest'ultima che ne determina il nome. Il loro corpo, che presenta una metameria ben evidente, è diviso in tre regioni: un capo, un torace provvisto di 11 paia di appendici natatorie aventi funzione respiratoria e filtratoria, ed un addome che nel suo tratto iniziale reca gli organi della riproduzione: un sacco ovigero nella femmina ed una coppia di peni pari nel maschio.
Gli anostraci sono filtratori non selettivi di sostanze organiche minutamente particellate e di fitoplancton. Fanno eccezioni alcune specie del genere Branchinecta che invece hanno abitudini predatorie.
Si tratta in genere di specie che vivendo in acque dalla salinità variabile e in condizioni ambientali estreme, hanno sviluppato particolari forme di adattamento. Le uova (cisti) di questi crostacei, infatti, possono rimanere in fase quiescente e resistere in mancanza di acqua e/o al congelamento invernale, anche per lunghi periodi di tempo, per riprendere lo sviluppo solo quando le condizioni ambientali tornano ad essere favorevoli.
Hanno la peculiare caratteristica di nuotare con la superficie ventrale del corpo rivolta verso l'alto, sono organismi planctonici e si spostano grazie ai battiti metacronali delle appendici toraciche. La loro posizione di nuoto sembra derivare da un fototropismo positivo.

## Tassonomia
L'ordine Anostraca comprende le seguenti famiglie:
- Artemiidae Grochowski, 1896
- Branchinectidae Daday, 1910
- Branchipodidae Simon, 1886
- Chirocephalidae Daday, 1910
- Polyartemiidae Simon, 1886
- Streptocephalidae Daday, 1910
- Thamnocephalidae Simon, 1886

Tra le specie più note vi sono Artemia salina, Chirocephalus diaphanus e Branchipus schaefferi.